# 東京アパッチの選手一覧
東京アパッチの選手一覧は、東京アパッチに所属していた選手・スタッフの一覧。

## 歴代ヘッドコーチ
- ジョー・ブライアント（2005-2009）
- 青木幹典（2009-2010）
- ボブ・ヒル（2010-2011）

## 過去の所属選手
- 広瀬大志
- 勝又英樹
- 青木勇人
- 栗野譲
- 仲西淳
- 信平和也
- ウィリアム・ピッペン
- ジェローン・ドッド
- マイケル・ジャクソン
- トレボーン・ブライアント
- 李政濬
- ディーン・ブラウン
- 岩佐潤
- 矢田公作
- 城宝匡史
- ティッゾ・ジョンソン
- デミオン・ベーカー
- ジョン“ヘリコプター”ハンフリー
- ニック・デービス
- 仲西翔自
- ジュリアス・アシュビー
- ラシード・スパークス
- 比留木謙司
- ジェレル・スミス
- ケンドル・ダーテズ
- 仲摩純平
- 青木康平
- ジェレミー・タイラー
- 田中健介
- 牧ダレン聡
- 板倉令奈
- 中村友也
- 呉屋貴教
- 井上ジョナサン
- マイケル・シャペール
- ロバート・スウィフト
- バイロン・イートン
- ジャスティン・ジョンソン